# Вільяверде-де-Гуадалімар
Вільяверде-де-Гуадалімар (ісп. Villaverde de Guadalimar) — муніципалітет в Іспанії, у складі автономної спільноти Кастилія-Ла-Манча, у провінції Альбасете. Населення — 425 осіб (2010).
Муніципалітет розташований на відстані близько 240 км на південний схід від Мадрида, 85 км на південний захід від Альбасете.
На території муніципалітету розташовані такі населені пункти: (дані про населення за 2010 рік)
- Бельйотар: 75 осіб
- Кампільйо: 19 осіб
- Карраскоса: 42 особи
- Вента-де-Мендоса: 14 осіб
- Вільяверде-де-Гуадалімар: 275 осіб

## Демографія
Динаміка населення (INE ):

## Галерея зображень

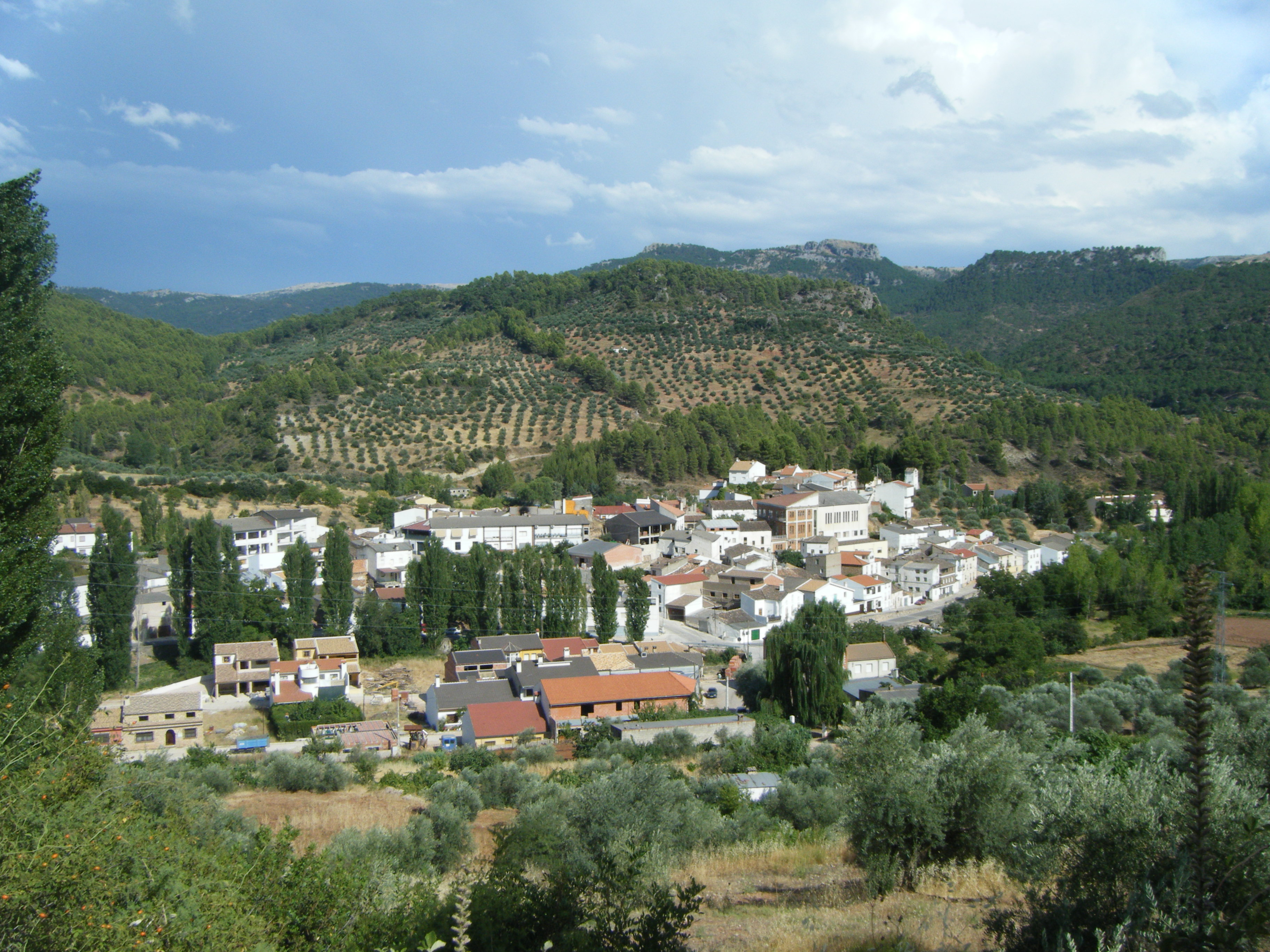
Вільяверде-де-Гуадалімар